# Smarzów
Smarzów (ukr. Сморжів) – wieś na Ukrainie. Należy do rejonu czerwonogrodzkiego w obwodzie lwowskim i liczy 935 mieszkańców.
W II Rzeczypospolitej do 1934 roku wieś stanowiła samodzielną gminę jednostkową w powiecie radziechowskim w woj. tarnopolskim. W związku z reformą scaleniową została 1 sierpnia 1934 roku włączona do nowo utworzonej wiejskiej gminy zbiorowej Szczurowice w tymże powiecie i województwie. Po wojnie wieś weszła w struktury administracyjne Związku Radzieckiego.
W czasie okupacji niemieckiej mieszkająca we wsi rodzina Miniewskich udzielała pomocy Żydom, Izaakowi Sterlingowi i Józefowi (Yossel) Parnasowi. W 1984 roku Instytut Jad Waszem podjął decyzję o przyznaniu Stefanowi Miniewskiemu i jego synowi Janowi tytułu Sprawiedliwych wśród Narodów Świata.